# 最高の最下位
『最高の最下位』（さいこうのさいかい）は、2018年から読売テレビの制作により、日本テレビ系列で不定期放送されているバラエティ番組。

## 番組概要
世の中にあふれる様々なランキング。そこで注目されるのは上位ばかり。しかし、最下位の中に見方を変えれば「最高！」と褒め讃えたくなる要素があるはず。番組独自のポジティブ取材によって、そんな最下位の中の知られざる「最高！」を徹底調査する番組。

## 出演者
- 八嶋智人（全回）
- 川島明（麒麟）（全回）
- 神田愛花（1・2）
- 堀田茜（1・2）
- 指原莉乃（4）

ゲスト
- 池田美優（3）
- 高山一実（乃木坂46）（3）
- 重岡大毅（ジャニーズWEST）（3）
- 田中樹（SixTONES）（4）
- 小芝風花（4）
- 辰巳琢郎（4）

## 放送リスト
| 回 | 放送日         | 放送時間（JST）   | 放送枠       | 備考                     |
| -- | -------------- | ----------------- | ------------ | ------------------------ |
| 1  | 2018年12月27日 | 木曜23:59 - 0:54  | プラチナイト |                          |
| 2  | 2019年6月13日  | 木曜23:59 - 0:54  | プラチナイト |                          |
| 3  | 2020年1月2日   | 木曜23:00 - 0:25  | （なし）     | 初の1時間越え。          |
| 4  | 2020年11月12日 | 木曜21:00 - 22:54 | （なし）     | 初のプライムタイム放送。 |
| 5  | 2021年6月17日  | 木曜21:00 - 22:54 | （なし）     |                          |

## スタッフ
- 演出：内田浩、鈴木コーイチ（鈴木→ユーコム）
- ディレクター：土井直樹（ユーコム）、佐藤啓（NONぷれ）、伊藤史（ユーコム）、喜多剛祐、谷田川秀正（ユーコム）、品田尚孝、魚住健太（ユーコム）、小林大海（ユーコム）、髙橋晃也、芦澤晴菜、阿座上純、中村萌々（土井・谷田川→第3回-、伊藤・品田・魚住・髙橋・中村→第4回-、喜多・小林・芦澤・阿座上→第5回）
- 構成：中野俊成、水野将良
- ナレーション：三村ロンド
- TP：山下悠介（第1回は山本名義）
- SW：木俣希（第4回-）
- CAM：川治諒祐
- VE：武田和浩（第3回-）
- 音声：高宮哲郎
- 照明：平井治雄
- デザイン：山本真平（読売テレビ、第3回は美術デザイン）
- 美術プロデュース：柴田慎一郎（フジアール、第3回-）
- 美術進行：安楽信行（第4回-）
- アクリル：松本健（第4回-）
- 大道具製作・操作：宮路博貴（第3回は大道具、第4回は大道具操作）、長壁誠（第5回）
- 電飾・マルチ：桑島亮太、大高貢（共に第4回-）
- 音効：大山豊
- TK：小宮高子（第4回-）
- ヘアメイク：原さとみ（第1,2,4回-）
- 映像協力：横浜市立金沢動物園、ステーツ（共に第5回）、シャッターストック、PIXTA（共に第4回-）
- 衣装協力：LOGOS、NO ID.、PUMA、ニッセン、はるやま、IKUKO
- 協力：NONぷれ、フジアール、SPOT、ビーオネスト、ジーリンクスタジオ、ニューテレス（ビー→第2回-、第1回はキャスティング、フジ・ジー→第3回-）、大渕希郷（動物監修、第5回）
- キャスティング：根岸美弥子（ビーオネスト）、上野陽子（ユーコム）（共に第4回-）
- 編成：安藤充（読売テレビ、第4回-）
- 宣伝：小林杏奈（読売テレビ、第5回）
- 制作デスク：宮代さつき（読売テレビ）
- プロデューサー：伊藤隆洋（読売テレビ）、竹下やすし・丸山淳也（ユーコム）、丸山浩史（NONぷれ）
- チーフプロデューサー：柿本幸一（読売テレビ、第4回-）
- 制作協力：ユーコム
- 制作著作：読売テレビ

### 過去のスタッフ
- ディレクター：北野拓、大西駿介、鈴木賢一、権田祐輔（共に第1回）、佐藤恵美（第1,2回）、後藤琢磨（NONぷれ、第1-3回）、荻野剛（ユーコム、第1,4回）、上野潤也（上野→ユーコム）、新田祐士、内藤梨乃（共に第2回）、藤本翔弥、玉村真紀（共に第2,3回）、名古屋陵、宗田祐佳、藤本佑太（共にユーコム、第3回）、辻章悟（Nextry）、堀越丈司、鈴木琢也、萩原永理香、飯盛礼大（共に第4回）
- VE：古賀一誠（第1,2回）
- 美術進行：上田貴博（第3回）
- 大道具操作：中本晃幸（第4回）
- 音効：藁谷良雄（第3回）、鈴木瑞穂（第4回）
- 編集：一ノ瀬勝（第3回）
- MA：岩倉省吾（第3回）
- CG：アイヴリックスタジオ（第1-3回）
- ヘアメイク：マービィ（第3回）
- 取材協力：公益財団法人 日本ボブスレー・リュージュ・スケルトン連盟、長野県ボブスレー・リュージュ・スケルトン連盟（共に第1回）、日本動物園水族館協会、公益財団法人 東京動物園協会、朝日新聞社、読売新聞社（共に第2回）
- 映像協力：日本テレビ、テレビ岩手、NHK（共に第4回）
- 協力：NON PRO（第1,2回）、Nextry東京制作部（第4回）
- キャスティング：荒巻由希子（Nextry、第4回）
- 編成：大坪正季（読売テレビ、第4回）
- 宣伝：村上高明（読売テレビ、第1-3回）、森脇征大（読売テレビ、第4回）
- プロデューサー：黒木明紀（NONPRO.、第1,2回）
- チーフプロデューサー：片岡克也（読売テレビ、第1-3回）